# Distretto di Martin
Il distretto di Martin (okres Martin) è un distretto della regione di Žilina, nella Slovacchia centrale.
Fino al 1918, il distretto faceva parte della contea ungherese di Turiec.

## Geografia antropica
Il distretto è composto da 2 città e 41 comuni:

### Città
- Martin
- Vrútky

### Comuni
- Belá-Dulice
- Benice
- Blatnica
- Bystrička
- Diaková
- Dolný Kalník
- Dražkovce
- Ďanová
- Folkušová
- Horný Kalník
- Karlová
- Kláštor pod Znievom
- Košťany nad Turcom
- Krpeľany

- Laskár
- Ležiachov
- Lipovec
- Necpaly
- Nolčovo
- Podhradie
- Príbovce
- Rakovo
- Ratkovo
- Sklabiňa
- Sklabinský Podzámok
- Slovany
- Socovce
- Sučany

- Šútovo
- Trebostovo
- Trnovo
- Turany
- Turčianska Štiavnička
- Turčianske Jaseno
- Turčianske Kľačany
- Turčiansky Ďur
- Turčiansky Peter
- Valča
- Vrícko
- Záborie
- Žabokreky